# Vauxhall (Londres)
Cet article concerne le quartier de la ville de Londres. Pour le constructeur automobile, voir Vauxhall (entreprise).
Pour les articles homonymes, voir Vauxhall (homonymie).
Vauxhall est un district de Londres, dans le borough de Lambeth. 
Son nom signifie « maison de Faulke » (en anglais : Faulkes (de Faulke) + hall (maison)). La marque de voiture Vauxhall est dérivée de la ville. Le nom est peut-être aussi l'origine du mot russe pour « gare » (Vokzal).
Le quartier abrite de nombreuses boîtes de nuits et lieux alternatifs, destinés notamment à la communauté LGBT. Le quartier est parfois surnommé "Voho", contraction entre Soho (le principal quartier gay londonien) et Vauxhall.

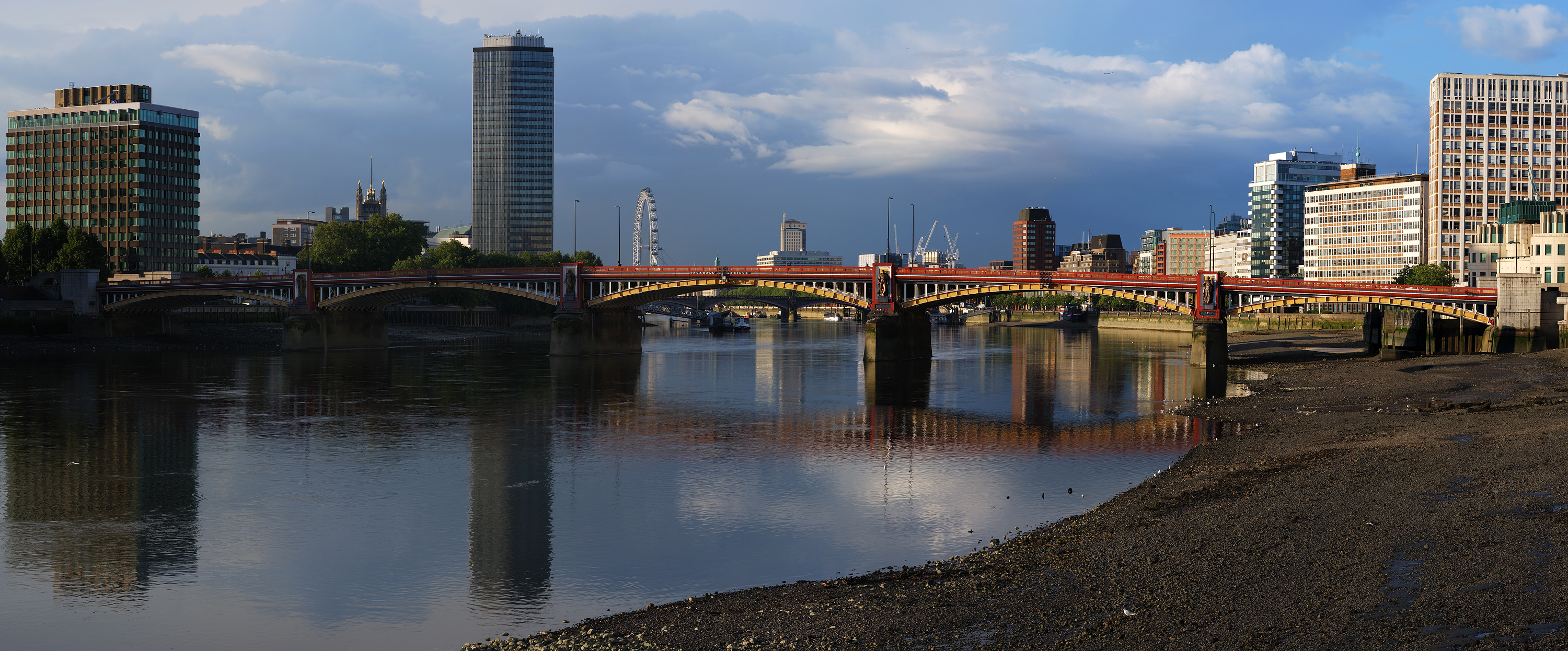
Pont de Vauxhall en 2008.